# Tartak (powiat miński)
Tartak – wieś w Polsce położona w województwie mazowieckim, w powiecie mińskim, w gminie Mińsk Mazowiecki. 
Wieś wchodzi w skład sołectwa Chochół i Tartak.
Leży w południowej części gminy pomiędzy wsiami: Chochół, Gliniak, Cielechowizna, Maliszew. Jest jedną z najmniejszych wsi w gminie.
W latach 1975–1998 miejscowość należała administracyjnie do województwa siedleckiego.
Wierni Kościoła rzymskokatolickiego należą do parafii Matki Boskiej Nieustającej Pomocy w Hucie Mińskiej.